# スナーク狩り

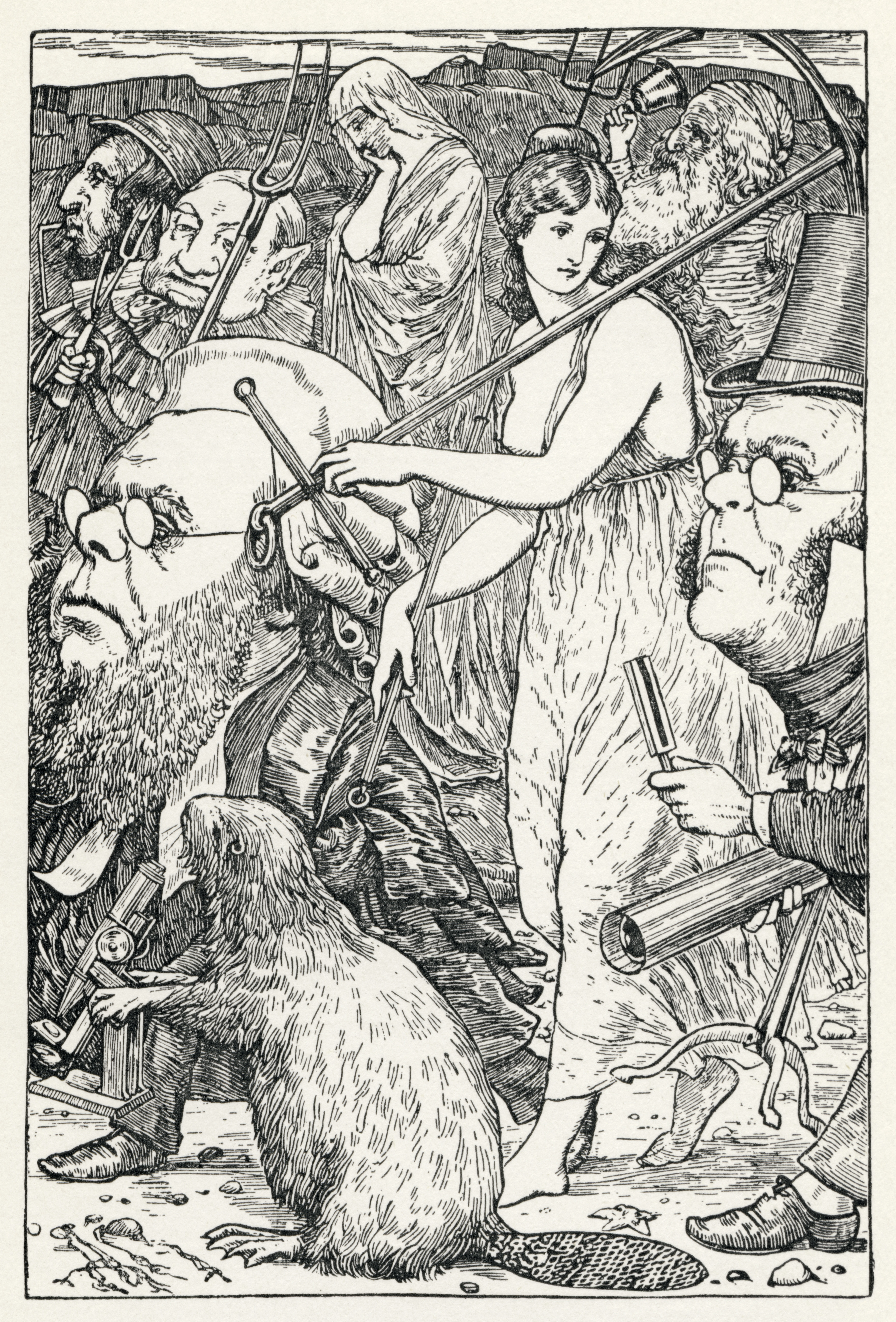
ヘンリー・ホリディによる挿絵。「みんなはフォークと希望で追い立てた」。
画面に描かれているのは、奥左からブローカー、ベイカー、配慮(care)、ベルマン。手前左からバリスター、ビーバー、希望(hope)、バンカー。

『スナーク狩り 8章の苦悶』（スナークがり はっしょうのくもん、The Hunting of the Snark (An Agony in 8 Fits) ）は、伝説の生物スナークを捕まえようとする探索者達の一行を描いた、ルイス・キャロルによるナンセンス詩である。『スナーク狩り』では、しばしば『鏡の国のアリス』の作中にあるキャロルの別の短篇詩『ジャバウォックの詩』から、生物の名前やかばん語などの流用が行われているが、この詩自体は独立した作品である。『スナーク狩り』は1876年にマクミラン社から出版され、挿絵はヘンリー・ホリディが手掛けた。

## 登場人物
詩の第1章第1節で探索隊を率いるのはベルマンであることが述べられ、続く第3節以降で、その他のメンバーとしてブーツ（靴磨き）、ボンネット及びフード製造業者、バリスター（弁護士）、ビリヤード・マーカー、バンカー（銀行家）、ビーバー専門のブッチャー（屠畜業者）、粗忽者のベイカー（パン屋）、ブローカー（仲買人）、ビーバーが紹介される。第1章の記述によれば、「配慮(Care)」もまた彼らと共に島へ上陸した。また、捕らえどころのないスナークを追い立てるために必要な「希望(Hope)」もやって来た。ブーツはいかなる挿絵でも描写されていない唯一の登場人物であり、それが彼を乗組員の中で最も謎めいた存在にしている（後述）。別の説として、「配慮」として表現される登場人物は、最初の挿絵で描かれている文字通りの船の船首像のことであり、「希望」とは実はブーツのことであるという主張も存在する。1876年にこの詩の書評を書いたスコットランドの知識人アンドリュー・ラングは、「希望」とはボンネット製造業者のことではないかと提言している。しかし、2番目の挿絵では船の中でボンネットを作っている人影が発見できることから、これは明確に誤りである。

## あらすじ
ベルマンの白紙の海路図に導かれて海を渡り、スナーク探索隊の一行は奇妙な島にやって来た。ベイカーはかつて伯父から聞かされた警告を回想する。スナークを捕まえるのは申し分なく結構なことである。しかし用心せねばならない。もし捕まえたスナークがブージャムであったならば、その時「お前は突然静かに消えうせて、二度と現れることはない」。この警告を心にとめて、探索隊は別行動を取る。探索行の途上で、ブッチャーとビーバーの間に友情が芽生える、バリスターは眠り込んでしまう、すさまじく怒り狂ったバンダースナッチ(a frumious Bandersnatch)に襲われたバンカーは正気を失ってしまう。最後にベイカーはスナークを見つけたとみんなを呼び集めるが、他の者たちが駆けつける寸前に不可解な消失を遂げる。

## 構成
『スナーク狩り』には、多くのキャロルの詩独特の特徴が含まれている。使用されているのは、技巧的な韻律や押韻、正確な文法、出来事の論理学的な連結、そして「スナーク」などの造語の頻繁な活用による、まったくナンセンスな内容である。この作品は『不思議の国のアリス』のような随所に詩をちりばめた散文とは違い、キャロルによる最も長大な韻文であり、スナーク狩りを叙した詩が最初から最後まで続く。『スナーク狩り』は八つの章もしくは“fit”に分かれている（“fit”とは、歌の部分を意味する古語“fitt”と、痙攣を意味する“fit”の駄洒落である）。
- 第1章/上陸 “The Landing”
- 第2章/ベルマンの演説 “The Bellman's Speech”
- 第3章/ベイカーの物語 “The Baker's Tale”
- 第4章/狩り “The Hunting”
- 第5章/ビーバーの授業 “The Beaver's Lesson”
- 第6章/バリスターの夢 “The Barrister's Dream”
- 第7章/バンカーの運命 “The Banker's Fate”
- 第8章/消失 “The Vanishing”

## スナーク
スナーク(the snark)とは、『スナーク狩り』の中で探索隊が捜し求める架空の生物である。
スナークには様々な異なった品種が存在する。あるスナークは羽毛を持っていて噛み付き、あるスナークは頬髭を生やしていて引っ掻く。あるスナークはブージャムであり、これは最も危険な種である。ブージャムに出くわした者は突然静かに消え失せて、二度と現れることはない。
スナークの味は無味乾燥で中身がないが、腰周りのきつ過ぎるコートのようにかりかりしており、人魂のような風味がある。スナークはしばしば青野菜と共に供される。また、スナークは昼近くまで寝ている。スナークは非常に野心家であり、ほとんどユーモアを解さないが、微笑とお世辞には篭絡されがちである。更にスナークは脱衣車（訳注：19世紀のイギリスで海水浴の際に使われた移動式の脱衣所。詳しくはen:Bathing machine参照）を非常に好んでおり、どこへ行くにも絶えず運び歩いている。スナークは火を起こすのに非常に重宝である。
スナークの住む島は岩と裂け目だらけであり、イギリスから船で何ヶ月もの距離がある。同じ島で、ジャブジャブやバンダースナッチなどの他の鳥獣も見付けることができる。この島は、ジャバウォックが退治されたのと同じ島である。スナークは通り一遍の方法では捕らえることの出来ない特殊な生物であり、スナーク狩りに際しては、何よりも勇気が求められる。スナークを捕らえる最も基本的な方法は、指貫と配慮とフォークと希望を持って探すことである。

## 対象とされた読者
キャロルが『スナーク狩り』を書くにあたり、子供の読者を対象にしていたか否かが議論されている。この詩にはいかなる子供も登場しない。雰囲気は暗いものであり、幸福な終わり方ではない。ベイカーの消失に加えて、バンカーが正気を失った様子が詳しく描写される。同じく、オリジナルの版に添えられたヘンリー・ホリディの挿絵は、『不思議の国のアリス』でのテニエルの挿絵と異なり、頭部をデフォルメした不快感を煽る戯画化を特徴としている。
しかしながら、キャロル自身はこの作品が何人かの子供らには受け入れられると確実に考えていた。ガートルード・チャタウェイ（1866年～1951年）は、アリス・リデル以降の、キャロルの人生の中で最も重要な「子供友達」であった。『スナーク狩り』の着想を与えたのはガートルードであり、本書はガートルードに捧げられている。キャロルは1875年の休日に、イギリスの海岸で9歳のガートルードと知り合った。『スナーク狩り』はその一年後に出版された。出版にあたり、キャロルは80冊のサイン入りの本をお気に入りの子供友達に贈った。伝統にのっとり、キャロルはそれらの本のサインに、子供達の名前をアクロスティックとして織り込んだ短い詩を添えた。

## 発祥
『スナーク狩り』を創作するにあたり、キャロルは最後の行から書き始めた。1887年にキャロルは以下の様に述べている。「ある陽差しの強い夏の日、私は一人で坂道を歩いていました。すると突然に、私の頭に一行の詩の文句が浮かび上がったのです――ただ一行だけが――『そう、そのスナークはブージャムだった(For the Snark was a Boojum, you see.)』。私はそれが何を意味するのか分かりませんでしたし、今もそれが何を意味するのか分からないままですが、その文句を書き留めておきました。そして、その後時おり節の残りの部分を思いついて、先の文句が最後の一行となりました。そして次の一年か二年のたまの機会に、詩の残りの節が自然に組み合わさり、先の節が最後の一節となりました」。

In the midst of the word he was trying to say

In the midst of his laughter and glee

He had softly and suddenly vanished away

For the snark was a boojum, you see.

その言葉を言おうとしたまさにその最中に、

その笑いと喜びのまさにその最中に、

彼は突然静かに消えうせた――

そう、そのスナークはブージャムだった。

## 『ジャバウォックの詩』との関連
『スナーク狩り』の序文で、キャロルは注記している。「この詩は、ジャバウォックの歌といくつかの関わりを持っています」。そして、“borogoves”と“slithy toves”の発音の仕方の説明が後に続く（これらの単語は『スナーク狩り』では使われない）。『スナーク狩り』で使われる八つのナンセンスな単語が、キャロルの『ジャバウォックの詩』で先に使われている。それらは、“bandersnatch” “beamish” “frumious” “galumphing” “jubjub” “mimsiest” “outgrabe” “uffish”である（最上級の形容詞“mimsiest”は、原級“mimsy”として『ジャバウォックの詩』に現れる）。後にキャロルは友人への手紙で、『スナーク狩り』の舞台となる島について述べている。「ジャブジャブやバンダースナッチが頻繁に訪れる島こそ、疑いなくジャバウォックが退治された島に違いありません」。

## 解釈
『スナーク狩り』全体やその構成要素に隠された謎を解き明かそうとする、様々な説が存在する。

### ルイス・キャロル＝ベイカー説
『スナーク狩り』の中には、ベイカーがキャロル自身であることを示唆する多くのヒントがちりばめられている。他の乗組員が（ベイカーが忘れてしまったため）ベイカーの本名を知らないという事実は、何らかの謎がベイカーに隠されていることを証明している。第1章で記述されるベイカーの性格は、他の作品に登場するキャロル自身がモデルのキャラクター（例：『鏡の国のアリス』の白のナイト）のそれと一致している。この詩を執筆した時、ルイス・キャロルは42歳であった。第3章の『ベイカーの話』で現れる「40年をはしょります」という言葉によれば、ベイカーも同じくらいの年齢である。そして最後に、ベイカーは「用心深く梱包された、おのおのに自分の名前をはっきりと記した、42個の包み」を持っていた（第1章）。ベイカーはそれを海岸に置き去りにしてしまった。海岸というのは、おそらくは前世のことである。

### 隠されたメッセージ
先に述べた通り、『スナーク狩り』はルイス・キャロルの詩としては珍しく、長大で暗鬱な雰囲気を持っている。詩の長さは、本書の中に隠された個人的なメッセージを発見しようという試みに適合する。多くの人々が、以下の作中で何度も繰り返される詩句の中に、メッセージが隠されていると信じている。

They sought it with thimbles, they sought it with care;

They pursued it with forks and hope;

They threatened its life with a railway-share;

They charmed it with smiles and soap.

みんなは指貫で探し、配慮とともに探した。

みんなはフォークと希望で追い立てた。

みんなは鉄道株で命を奪うと脅かした。

みんなは微笑とお世辞で夢中にさせた。

しかし、充分に説得力のある説は存在しない。ルイス・キャロルはこう書いている。「定期的に、私は見知らぬ人々から、『スナーク狩り』には寓意や、なんらかの隠された教訓や、政治的な風刺が含まれているのではないかと尋ねる、丁寧な手紙を受け取っています。そして、私はいつもそのような質問のすべてに、一つの答を返します。わかりません、と!」。

### ブーツ犯人説
詩の述べるところによれば、明らかにスナークはブージャムだった。しかしながら、他の者が近くの丘の頂上で喜び飛び跳ねているベイカーを見た時、ベイカーが残した最後の言葉は以下の通りである。

"It's a Snark!" was the sound that first came to their ears,

And seemed almost too good to be true.

Then followed a torrent of laughter and cheers:

Then the ominous words "It's a Boo-"

Then, silence.

「スナークだ!」その声が最初にみんなの耳に届き、

それは申し分なく本当のようだった。

そして、笑いと歓声がほとばしり続けた。

そして、不吉な一言「ブー――」。

そして、沈黙。

ある者らは、この言葉に続く音節が「――ジャム」であったということを認めていない。そして、この詩の解釈におけるある一派は、実はそこにいたのはブージャムではなく裏切り者のブーツであり、彼がベイカーを殺害したのであり、ベイカーはこときれる間際にブーツの名を叫ぼうとしたのであると主張している。ブーツが乗組員の中で一際謎めいた人物であった事は特筆すべきである。ブーツは第1章と第4章で僅かに言及された以外は、他のどこにも登場せず、オリジナル版の挿絵でまったく姿を見せない唯一の登場人物である。また、ブーツ（靴磨き）にはベイカーに恨みを抱く動機があった。ベイカーは三足のブーツを重ねて履いていたのだ（第1章を参照。これは挿絵でも明確に描写されている）。

### シャーロック・ホームズとの関連
マーティン・ガードナーは、シャーロック・ホームズ物の短編『ギリシャ語通訳』の前半で、ホームズと彼の兄マイクロフトがディオゲネス・クラブの窓から目撃したビリヤード・マーカーとブーツは、スナーク探索隊の生き残りではないかと指摘している。健部伸明編『幻獣大全』(新紀元社2008年9月刊　630頁)によれば、マイクロフト・ホームズは「ベルを鳴らして給仕(Ｂootsboy)を呼」び、シャーロックの事務所が「「Baker(パン屋)街」に」あり、『ギリシャ語～』中で重要なギリシャ語を指す英語のGreekは俗語で「ちんぷんかんぷん」の意味である、という符丁が存在する。また同著では、Ｌ・キャロルの作品『不思議の国のアリス』などの挿絵を担当したジョン・テニエルが、パンチ (雑誌)の主任イラストレーターリチャード・ドイル(ホームズ物の作者アーサー・コナン・ドイルの父方の叔父)の後任である点も指摘している。

## 挿絵
『スナーク狩り』を分析するにあたって、ホリディによる挿絵はどの程度考慮されるべきかという議論が取り沙汰されている。反対派は、ホリディの挿絵は多くの点でキャロルの文章から逸脱しており（例えば、第4章からベイカーは頬髯と髪を生やしていると考えられるにもかかわらず、挿絵では髭のない禿として描かれている）、したがって考慮すべきではないと主張している。他の者は、ホリディの挿絵はキャロルとの念入りな協同作業の上に準備されており、残された往復書簡から互いの意見の交換を知ることができると主張している。それによれば、ルイス・キャロルは詩の中で繰り返される「配慮」と「希望」を二人の女性として描写することは意図していなかったが、ホリディの解釈には至極満足していたことがうかがえる。それとは逆に、キャロルはブージャムを挿絵に描くことは許さなかった。キャロルはこの怪物を正体不明のままにしておきたかったからである（第3章でも、ブージャムの外見的な特徴は描写されない）。

## 自然科学への影響
- グラフ理論において、「スナーク」とは、ブリッジを持たない、隣接するいかなる面も異なる4色で表現不可能な3正則平面グラフを表す用語である（四色定理の証明は、「スナークは存在しないことの証明」と言い換えることも出来る）。
- 「スナーク」は、アメリカ空軍の核巡航ミサイルSM-62スナークの名称として採用されている。
- 「ブージャム」は、物理学におけるヘリウム3の超流動現象を記述する用語として使われていた。
- メキシコの砂漠地帯に自生するフォウクィエリア科の植物ブージャム・ツリー（Fouquieria columnaris）の名は、この詩にちなむ。

## 他作品への影響
『スナーク狩り』や、登場する人物・生物は、キャロルの作品以外にも影響を与えている。

### 派生作品
- ミヒャエル・エンデは『スナーク狩り』をドイツ語に翻訳し、さらに『スナーク狩り』に基づいたオペラ『クラウンたちのための歌芝居』を執筆した。このオペラは1988年1月16日に、ミュンヘンのプリンツレゲンテン劇場で、ヴィルフリート・ヒラーの作曲により初上演された。

### ノンフィクション
- ジャック・ロンドンの船は「スナーク号」と名付けられており、ロンドンは後にスナーク号による太平洋航海記『The Cruise of the Snark』を執筆した。

### フィクション
- チャイナ・ミーヴィルのスチームパンク小説『The Scar』には、“Castor”（ラテン語でビーバーの意味）と呼ばれる船が登場し、乗組員の名前は『スナーク狩り』の登場人物に由来する（例：ベルの擬音を名に持つティンティナブルムは、ベルマンにちなんだキャラクター）
- 映画『スタートレックII カーンの逆襲』のヴォンダ・マッキンタイアによるノベライゼーションでは、科学者の思い付きにより「スナーク」と「ブージャム」と名付けられた亜素粒子の発見により、ジェネシス装置によるプロトマターの使用が可能になったことが示される。
- デイヴィッド・ブリンのSF小説「知性化」シリーズにおいて、人類とイルカの主人公達はスナークハンター級探索宇宙船「ストリーカー」に搭乗している。このシリーズでは、他にも『スナーク狩り』への言及が散見できる。
- グレゴリイ・ベンフォードのSF小説『夜の大海の中で』では、太陽系に飛来した異星の宇宙船に対して付与された呼称として「スナーク」の名が登場している。
- パット・マーフィによる『ホビットの冒険』のパロディSF小説『ノービットの冒険 ゆきて帰りし物語』には、惑星インディゴの月“ベルマンの愚行”にあるエイリアンの基地を守る怪物「ブージャム」が登場する。
- ジャスパー・フォードのSF小説「文学刑事サーズディ・ネクスト」シリーズの三冊目『The Well of Lost Plots』（日本語版未訳）では、ベルマンと『スナーク狩り』について言及される。この作品における「ブージャム」という用語は、ブックワールドにおけるキャラクターの完全な消滅を表す。
- カナダの作家ロバートソン・デイヴィスの小説『The Lyre of Orpheus』の登場人物たちは、しばしば『スナーク狩り』について言及し、彼らの目的が達成されるか否かは、「スナークかブージャムか」と名付けられたオペラに委ねられる。
- ウィリアム・L・デアンドリアのスパイ・サスペンス小説「名無しの秘密工作員」シリーズの2作目のタイトルは『スナーク狩り』である。
- 宮部みゆきによるサスペンス小説『スナーク狩り』の冒頭では、前述したデアンドリアの小説より、『スナーク狩り』第3章末尾の2節がエピグラフとして孫引きされている。
- ダグラス・アダムスの連続ラジオドラマ『銀河ヒッチハイク・ガイド』は、プロデューサーのジェフリー・パーキンズの提案により、『スナーク狩り』にちなんだ“fit”と呼ばれる各エピソードに分割されている。
- キルゴア・トラウト（正体はフィリップ・ホセ・ファーマー）のSF小説『貝殻の上のヴィーナス』には、「宇宙ブージャム」という、ブラックホールによく似たものが登場する。またジャック・ロンドンの航海記に関する言及もある。
- マーベル・コミックの作品世界において、「スナーク」とは、他の種族には発音不可能であると考えられる正式名称「Zn'rx」を持つ、爬虫類型種族に与えられたあだ名である。このあだ名は、キメリアンとして知られる馬型エイリアン種族の一員であるエルファイア・ホワイトメインにより与えられた。地球を研究する役目を与えられ、やがて人類の文学、特にルイス・キャロルの作品に魅了されたホワイトメインは、「Zn'rx」に対し類音語である「スナーク」を使用したのである。
- 皆川亮二のSF漫画『ARMS』においては、ガウス・ゴール大佐が市民を扇動して、主人公たちを捕獲しようとたくらんだ作戦。かつて某国の市民蜂起を鎮圧する際に同様の作戦をしたことが書かれている。目的達成後は市民も抹殺する。
- テレビアニメ『神霊狩/GHOST HOUND』において、FOCUS:13のサブタイトルは『For the Snark was a Boojum, you see. -そう、そのスナークはブージャムだった。-』となっている。作中においては「スナーク」と名乗る抽象的な存在が登場し、彼は「スナークとは何か？」という問いに対し「スナークはブージャムさ」と答えている。
- 森岡浩之のSF小説『機械どもの荒野（メタルダム）』に、『スナーク狩り』にちなむ通称を付けられた機械（自立ロボット兵器）が登場する。
- 冲方丁のSF小説『マルドゥック・スクランブル』において、主人公が得た「電子機器を操作する能力」を「電子撹拌（スナーク）」という。
- マーガレット・マーヒーのヤングアダルト小説『クリスマスの魔術師』と『錬金術』で『スナーク狩り』が言及され、ストーリーの重要な要素になっている。
- 宮澤伊織のSFホラー小説『裏世界ピクニック』第5巻のファイル17において、『He had softly and suddenly vanished away For the snark was a boojum, you see.（彼は突然静かに消えうせた――そう、そのスナークはブージャムだった。）』を元にして、一部単語の文字を逆から並べ上下逆さまに記述した『She pay λlftos pua λlueppns vanished away For eyt kraus sam a wn!ooq, you see.』という暗号が登場する。

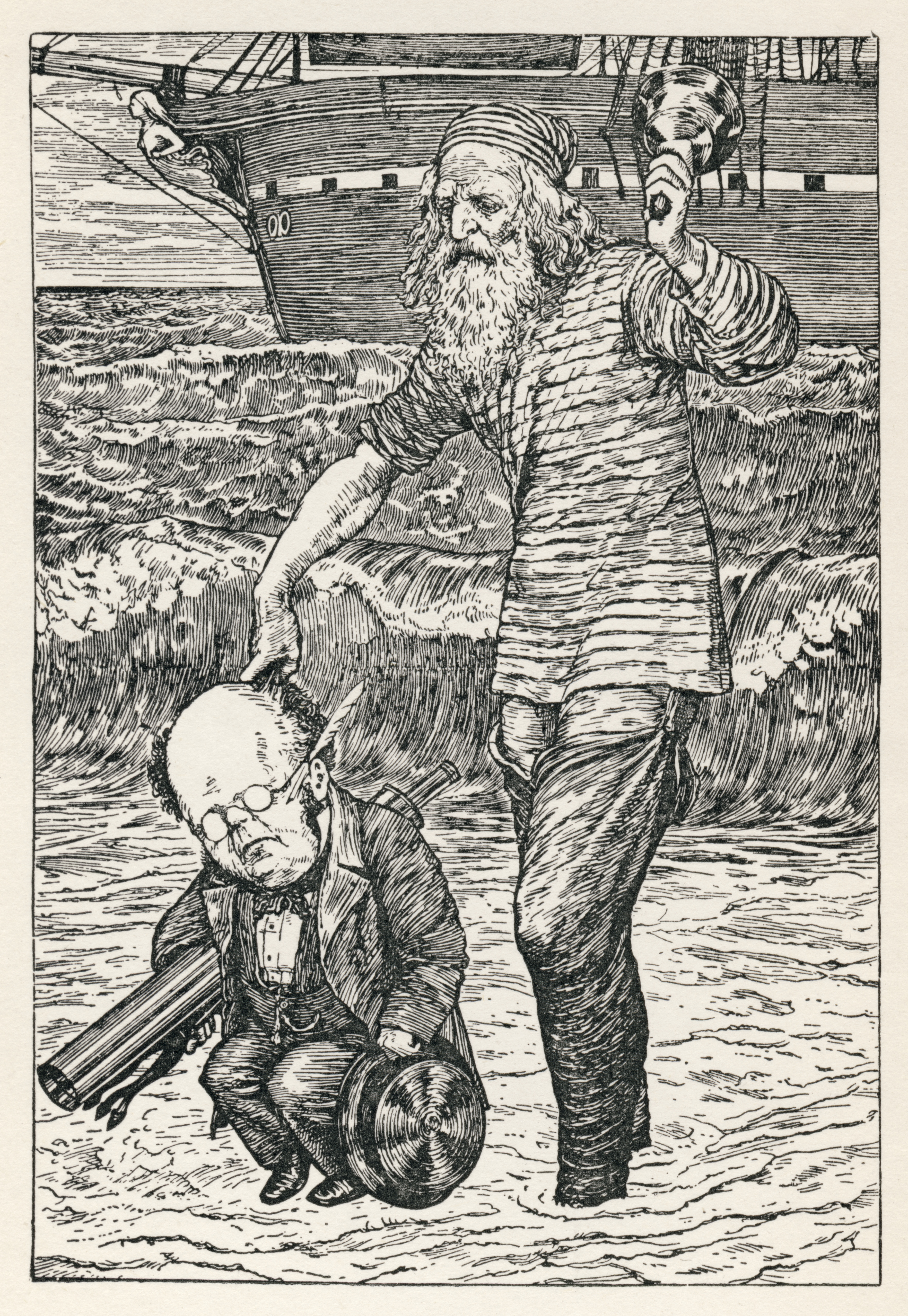
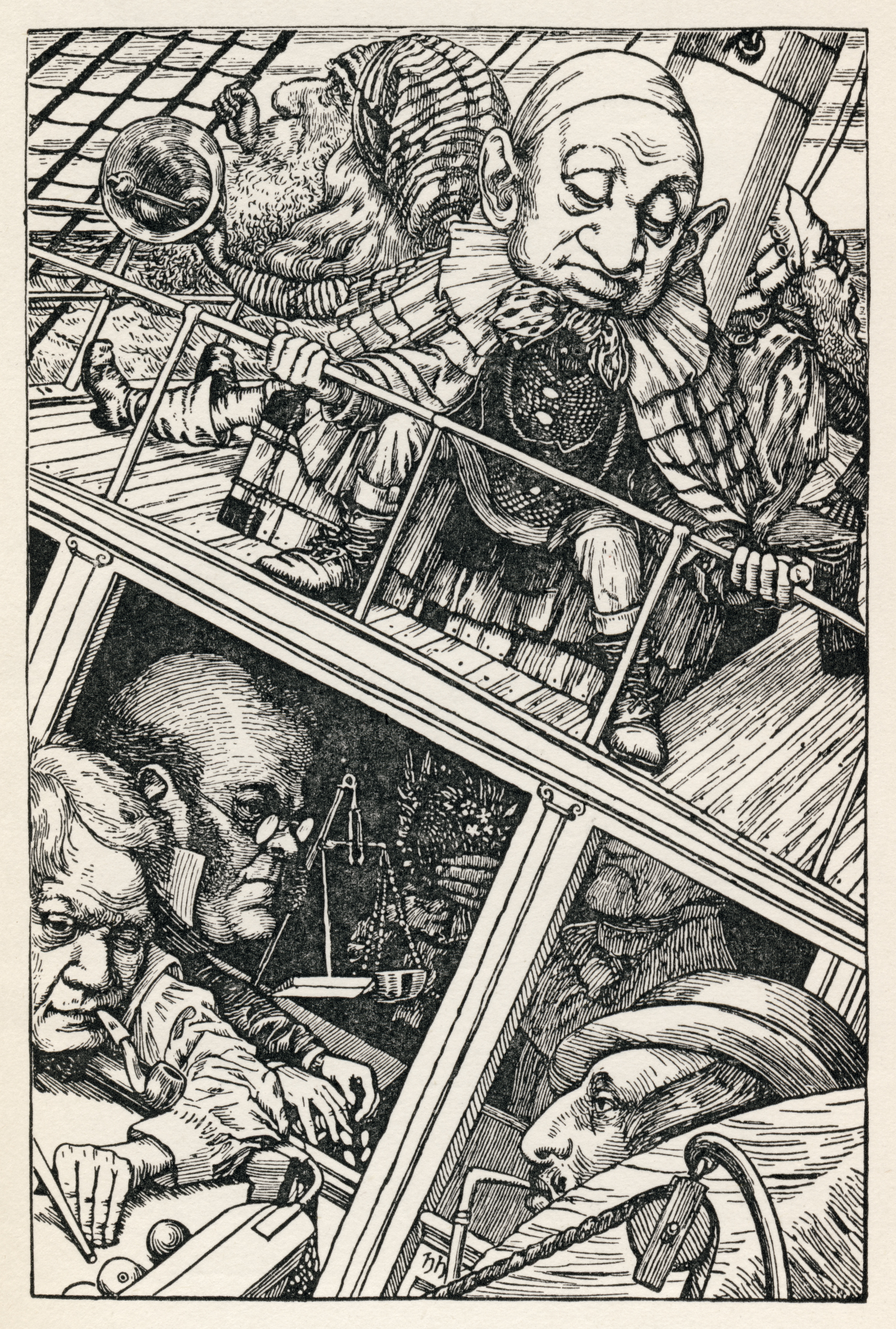
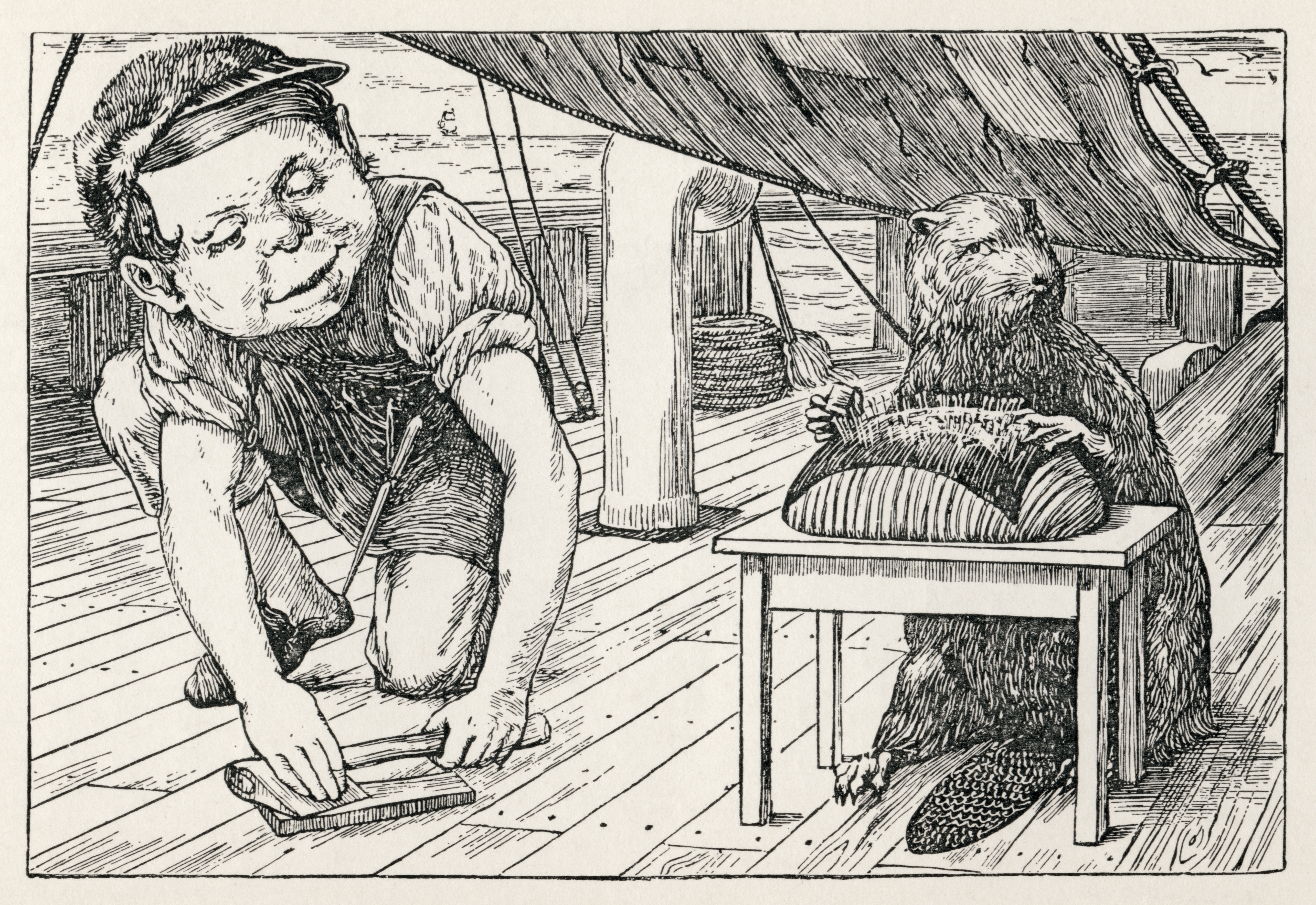
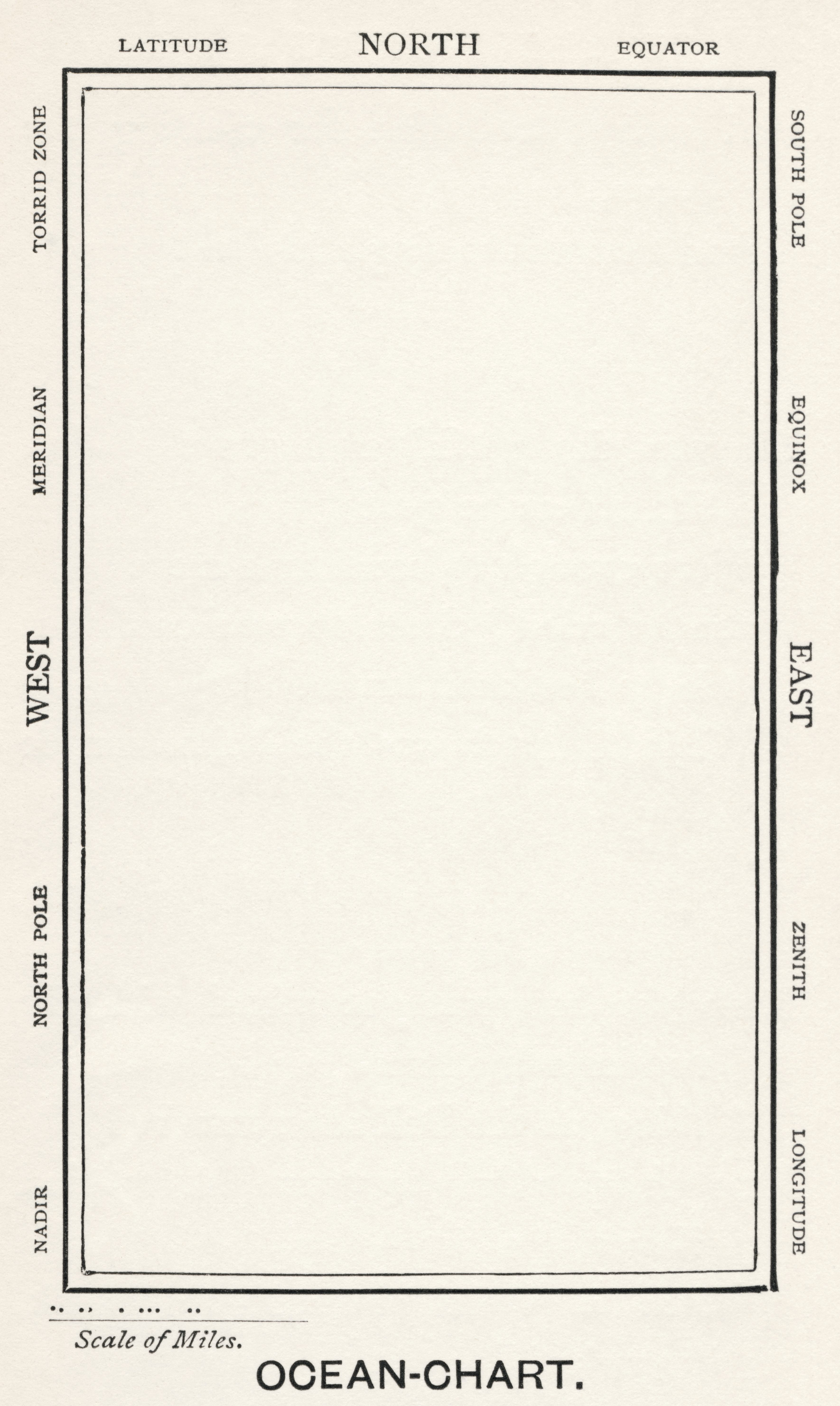
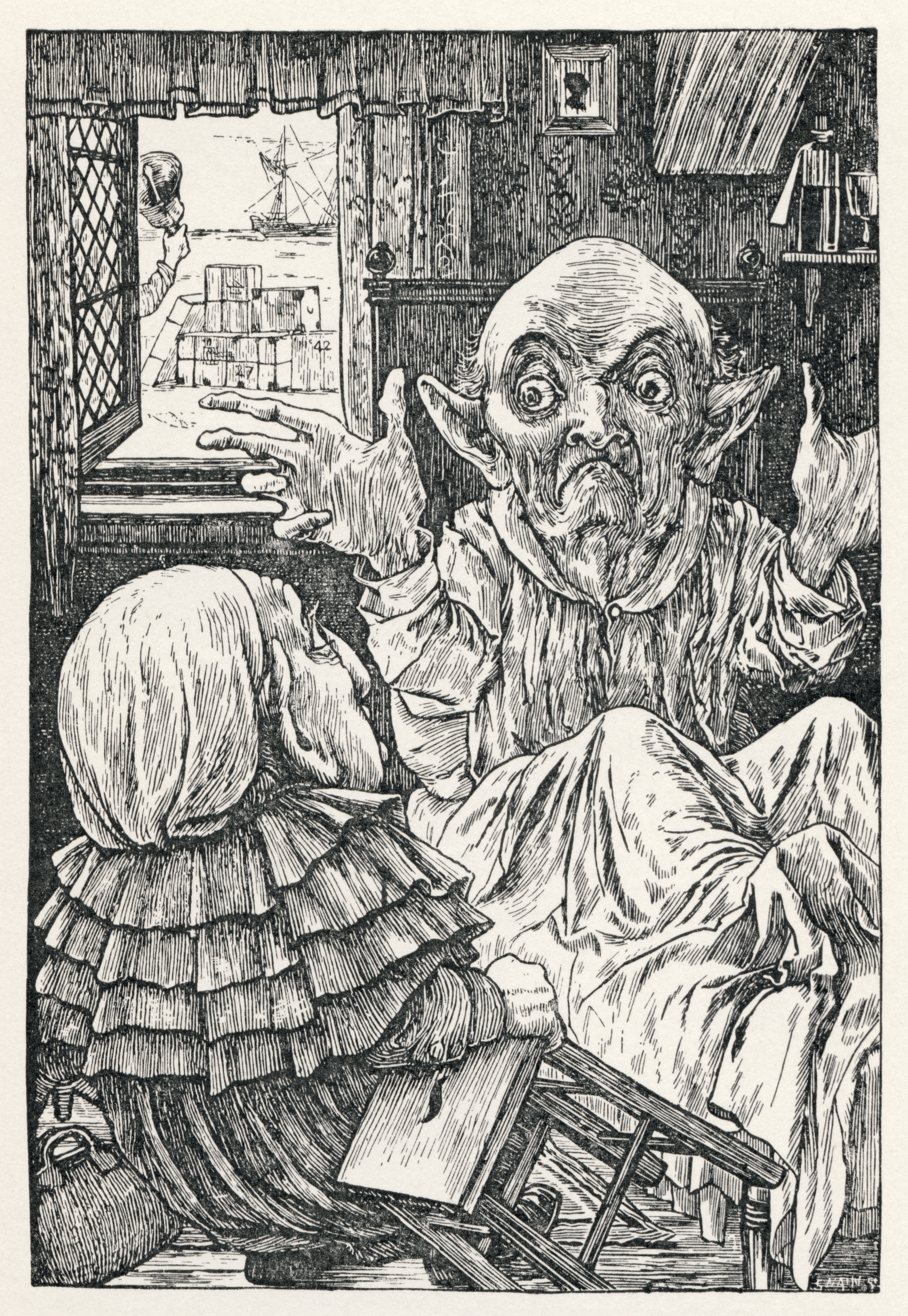
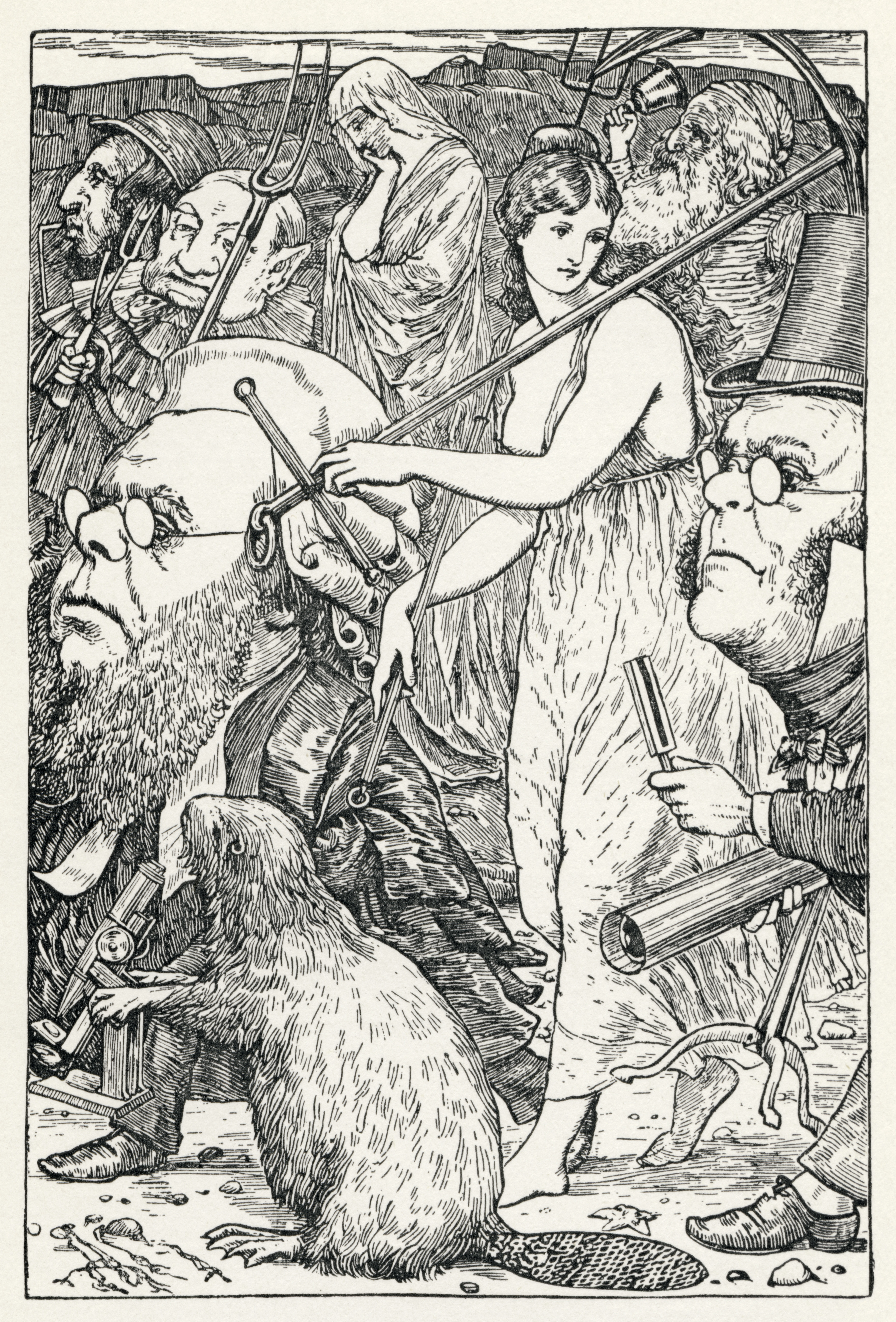
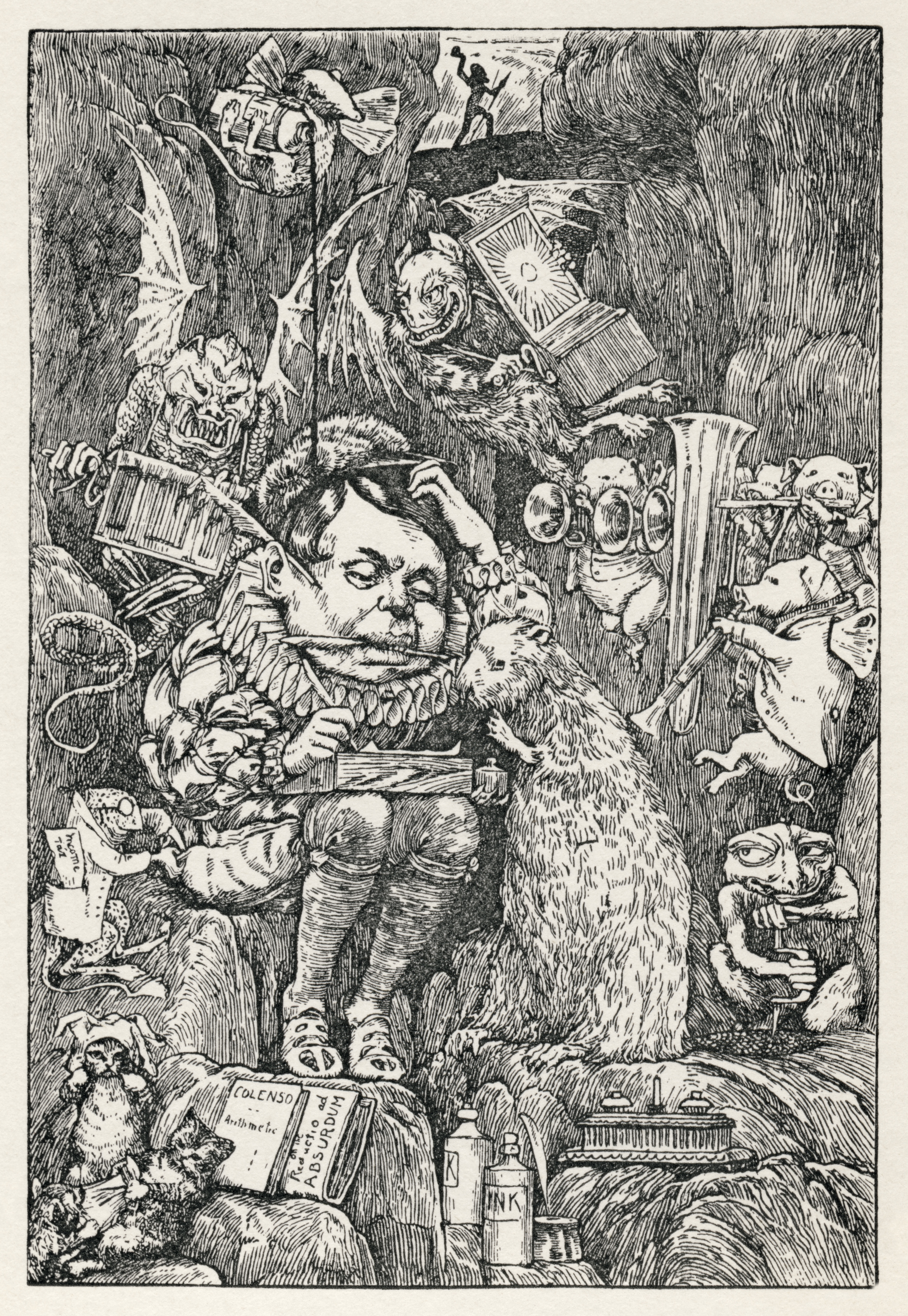
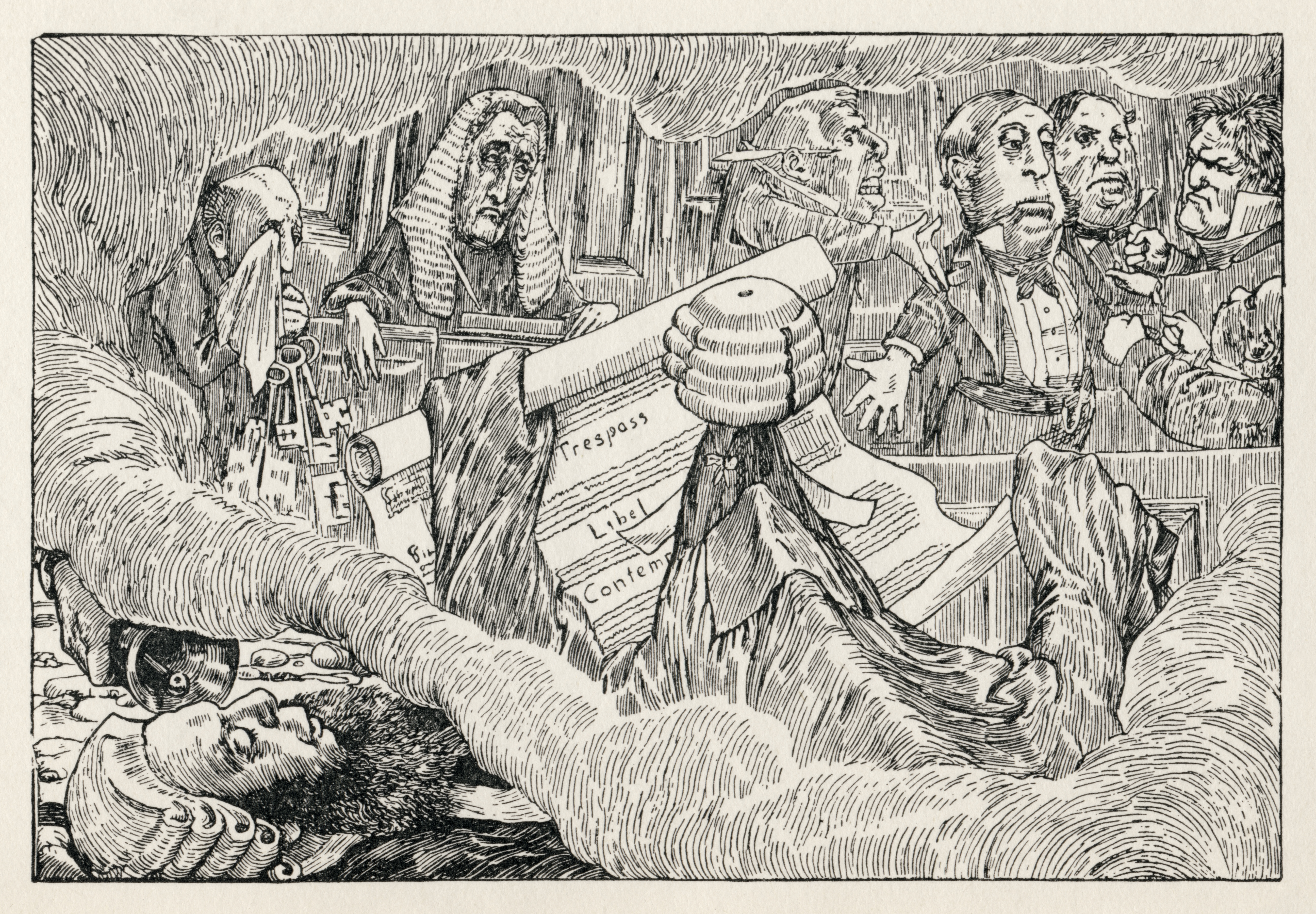
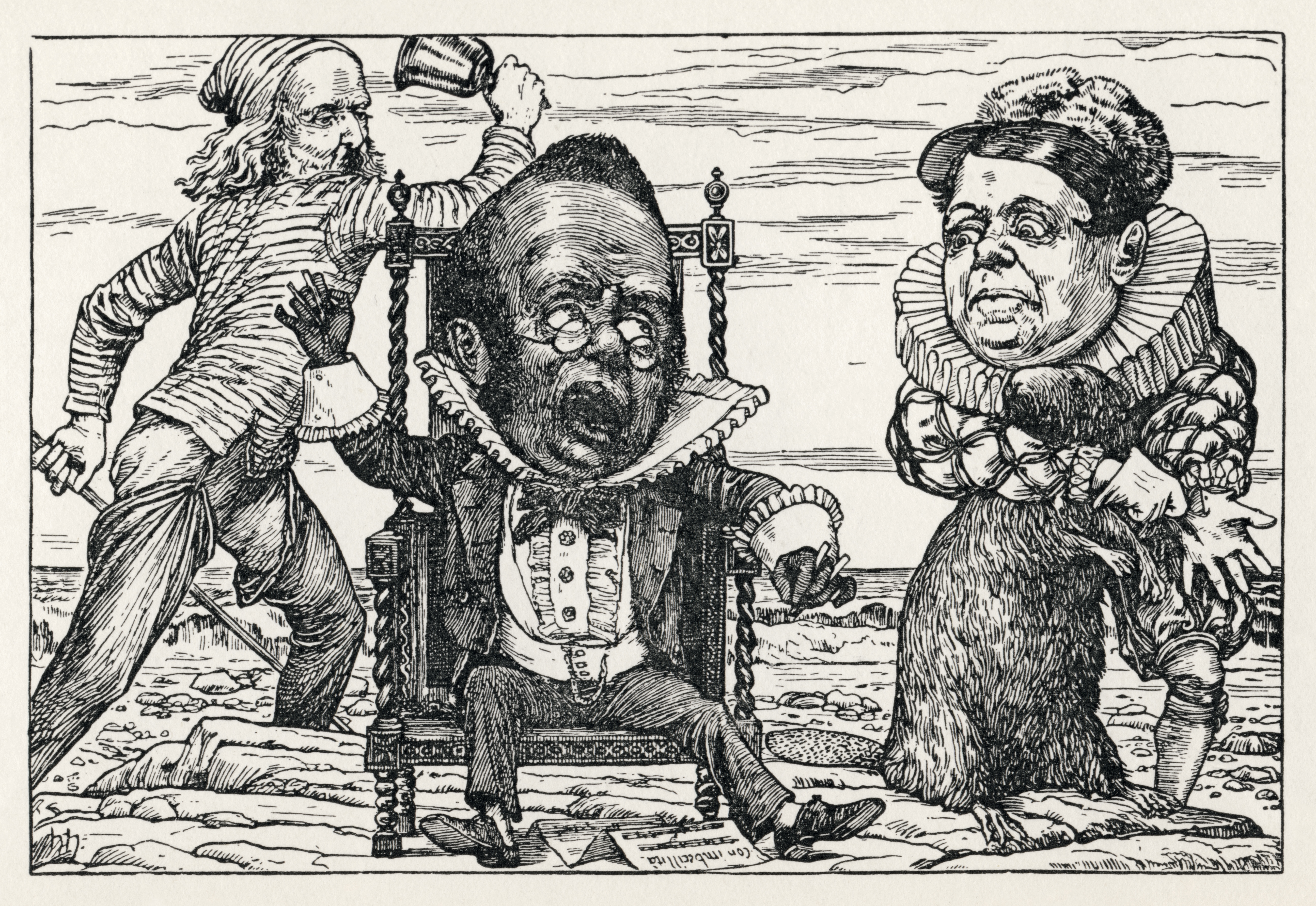
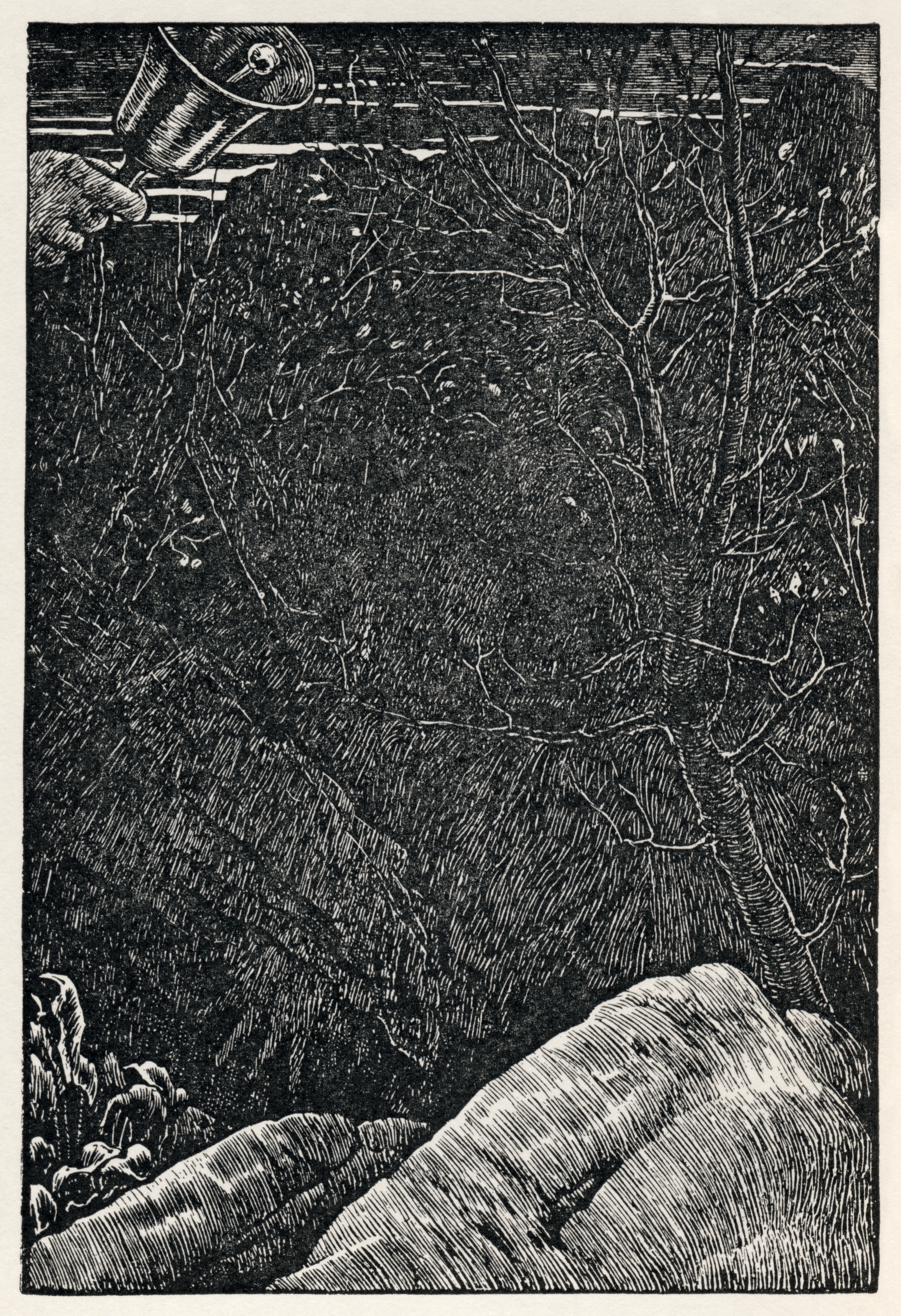